# Poisson-chat africain
Clarias gariepinus
Espèce
Statut de conservation UICN

 LC  : Préoccupation mineure
Le Poisson-chat africain (Clarias gariepinus) est une espèce de poissons-chats de la famille des Clariidae. On parle aussi de grand silure africain.

## Brève Description
Pouvant atteindre des dimensions records de 1,70 m de long pour une masse de 60 kg, C. gariepinus est un sinon le plus grand des siluriformes présents en Afrique et au Moyen-Orient,. Il est muni de 4 paires de barbillons, d’une tête au museau arrondi et d'une nageoire dorsale unique se prolongeant jusqu’à la caudale. Sa nageoire anale se prolonge encore plus en arrière vers la caudale. 
Sa coloration varie du brun beige assez uni à un beige moucheté de foncé, avec de plus en plus de foncé en allant de la queue vers la tête.

## Répartition
Cette espèce vit en Afrique et au Moyen-Orientet est utilisée en aquaculture très au-delà de son aire de répartition originelle,. C'est en effet une espèce avec une forte importance économico-alimentaire, surtout à l'échelle locale.